# Tears for Fears
Tears for Fears is een Brits popduo gevormd door Roland Orzabal en Curt Smith.

## Biografie
De band werd opgericht in 1981. Oorspronkelijk begon Tears for Fears als newwave- en newromantic-groep. Graduate was de band waar Roland Orzabal en Curt Smith in zaten alvorens Tears for Fears op te richten. Graduate bracht één officieel album uit: Acting My Age (1980).

### Naambetekenis
De naam van de groep is afgeleid van de primaltherapie bedacht door Arthur Janov waarbij patiënten worden aangemoedigd te schreeuwen (Shout, Shout, Let It All Out, naar hun nummer 1-hit), huilen en te slaan naar voorwerpen om hun gevoelens te uiten. Vandaar de naam "Tears for Fears".

### Doorbraak
Tears for Fears kwam in 1983 met hun debuutalbum The Hurting. Veel liedjes op deze lp gingen over slechte jeugdervaringen van beide jongens. In 1985 verscheen het tweede album Songs from the Big Chair. Van dit album kwamen de succesvolle singles Shout (een nummer 1-hit in onder meer Nederland), Everybody Wants to Rule the World, Head Over Heels en I Believe. De titel van het album was ontleend aan het boek Sybil van Flora Rheta Schreiber over een vrouw met zestien verschillende persoonlijkheden. De 'Big chair' is de stoel van haar psychiater. Ze maakten daarover ook het lied The Big Chair, de B-kant van de single Shout. Dit nummer stond niet op het album.
In 1986 werd de single Everybody Wants to Rule the World in iets gewijzigde versie (Everybody Wants to Run the World) opnieuw uitgebracht in het kader van het project I Run the World, een liefdadigheidsinitiatief om geld op te halen voor projecten in Afrika.
Het derde album The Seeds of Love kwam uit in 1989. Op dit album staan onder meer de singles Sowing the Seeds of Love en Woman in Chains. Dit laatste nummer wordt gezongen door Oleta Adams met Phil Collins op drums.

### Uit elkaar
Na het derde album gingen Orzabal en Smith met ruzie uit elkaar. Orzabal beweerde dat Smith de passie voor het muziekmaken verloren had en Smith beweerde dat Orzabal volledig geobsedeerd was door astrologie, hij nam zelfs astrologieboeken mee de studio in. Smith bracht een soloalbum uit, dat geen succes had. Orzabal kwam in 1993 met een album als Tears for Fears. Op dit album, Elemental stond de hit Break it down again. In 1995 kwam hij met een tweede soloalbum onder de naam Tears for Fears, Raoul and the Kings of Spain (Raoul was de naam die zijn ouders hem oorspronkelijk hadden willen geven), en nog een verzamelalbum van verschillende, nooit uitgebrachte B-sides, Saturnine, Martial & Lunatic wat ook niet goed verkocht. Na enige jaren van inactiviteit bracht Roland Orzabal in 2000 een album onder zijn eigen naam uit, TomCats Screaming outside. Smith speelde eind jaren 1990 en in het nieuwe millennium met zijn band Mayfield (vernoemd naar het woordgrapje 'Curt is Mayfield') voornamelijk in kleine clubs.
Gary Jules en Michael Andrews scoorden in december 2003 een grote hit met een remake van de debuutsingle van Tears for Fears, Mad World uit 1982.

### Comeback
In 2004 kwam Tears for Fears weer bij elkaar. Het album Everybody Loves a Happy Ending verscheen in september 2004. De band ging op wereldtournee in 2004 en 2005. Het livealbum Secret World, uitgebracht in 2006 in delen van Europa, bevat een optreden in Parijs en drie studionummers (waaronder één nummer van Mayfield) als bonustracks, alsmede een extra dvd met daarop hetzelfde optreden als de cd.
In oktober en december 2006 maakten Smith en Orzabal deel uit van de Night of the Proms concerten in Antwerpen en Rotterdam, waar ze, begeleid door orkest en koor, vijf nummers speelden: Mad World, Shout, Seeds of Love, Everybody Wants To Rule The World en Woman In Chains.
In 2013 en 2014 bracht Tears for Fears on-line een drietal covers uit: Ready to Start (Arcade Fire), My Girls (Animal Collective) en And I Was a Boy from School (Hot Chip). Deze drie covers zijn in 2014 tevens uitgebracht op de ep Ready Boy & Girls?.
In 2014 bracht Roland Orzabal een boek (romantische comedy) uit met de titel Sex, Drugs & Opera: There's Life After Rock 'n' Roll.
Het album The Tipping Point verscheen in 2022. 
In oktober 2024 kwam het live album Songs for a Nervous Planet uit. Hierop staan vier nieuwe nummers en live opnames van hun show in juli 2023 in Franklin, Tennessee. Tegelijk werd een concertfilm uitgebracht, A Tipping Point Film.

## Discografie

### Studioalbums
| Album met eventuele hitnotering(en) in de Nederlandse Album Top 100 | Datum van verschijnen | Datum van binnenkomst | Hoogste positie | Aantal weken | Opmerkingen             |
| ------------------------------------------------------------------- | --------------------- | --------------------- | --------------- | ------------ | ----------------------- |
| The Hurting                                                         | 25-03-1983            | 26-03-1983            | 21              | 13           |                         |
| Songs from the Big Chair                                            | 17-02-1985            | 09-03-1985            | 2               | 30           | ook uitgebracht op sacd |
| The Seeds of Love                                                   | 27-09-1989            | 07-10-1989            | 2               | 36           |                         |
| Elemental                                                           | 02-06-1993            | 19-06-1993            | 22              | 14           |                         |
| Raoul and the Kings of Spain                                        | 06-10-1995            | 21-10-1995            | 50              | 7            |                         |
| Everybody Loves a Happy Ending                                      | 14-09-2004            | 23-04-2005            | 86              | 1            |                         |
| The Tipping Point                                                   | 25-02-2022            |                       |                 |              |                         |

| Album met hitnotering(en) in de Vlaamse Ultratop 200 albums | Datum van verschijnen | Datum van binnenkomst | Hoogste positie | Aantal weken | Opmerkingen |
| ----------------------------------------------------------- | --------------------- | --------------------- | --------------- | ------------ | ----------- |
| Songs from the Big Chair                                    | 17-02-1985            | 21-03-2020            | 126             | 3            |             |
| The Seeds of Love                                           | 27-09-1989            | 17-10-2020            | 31              | 2            |             |
| Rule the World - The Greatest Hits                          | 10-11-2017            | 20-03-2021            | 106             | 2            |             |

### Livealbums
| Titel                                      | Datum van verschijnen | Datum van Binnenkomst | Hoogste Positie | Aantal Weken | Opmerkingen                                        |
| ------------------------------------------ | --------------------- | --------------------- | --------------- | ------------ | -------------------------------------------------- |
| Secret World (Live in Paris)               | 27-02-2006            | -                     |                 |              | Speciale versie bevat ook een dvd van het concert. |
| Live At Massey Hall Toronto, Canada / 1985 | 12-06-2021            | 19-06-2021            | 18              | 1            | Uitgebracht op CD en dubbel LP                     |

### Compilatiealbums
| Titel                                     | Datum van verschijnen | Datum van Binnenkomst | Hoogste Positie | Aantal Weken | Opmerkingen                                                         |
| ----------------------------------------- | --------------------- | --------------------- | --------------- | ------------ | ------------------------------------------------------------------- |
| Tears Roll Down (Greatest hits 1982-1992) | 17-03-1993            | 21-03-1992            | 15              | 15           |                                                                     |
| Saturnine Martial & Lunatic               | 03-06-1996            | -                     |                 |              | Enkele niet eerder uitgebrachte songs/remixes, B-kantjes en covers. |
| Rule The World - the Greatest Hits        | 10-11-2017            | -                     |                 |              | Met 2 nieuwe songs: "I Love You But I'm Lost" en "Stay"             |

### Ep's
| Titel              | Datum van verschijnen | Datum van Binnenkomst | Hoogste Positie | Aantal Weken | Opmerkingen                         |
| ------------------ | --------------------- | --------------------- | --------------- | ------------ | ----------------------------------- |
| Ready Boy & Girls? | 19-04-2014            | -                     |                 |              | Bevat 3 songs, alleen op 12" vinyl. |

### Singles
| Single met eventuele hitnotering(en) in de Nederlandse Top 40 | Datum van verschijnen | Datum van binnenkomst | Hoogste positie | Aantal weken | Opmerkingen                                                         |
| ------------------------------------------------------------- | --------------------- | --------------------- | --------------- | ------------ | ------------------------------------------------------------------- |
| Change                                                        | 1983                  | 12-02-1983            | tip4            | 7            |                                                                     |
| Shout                                                         | 1985                  | 12-01-1985            | 1(3wk)          | 14           | #1 in de Nationale Hitparade / #1 in de TROS Top 50                 |
| Everybody Wants to Rule the World                             | 1985                  | 06-04-1985            | 2               | 12           | #2 in de Nationale Hitparade / #2 in de TROS Top 50                 |
| Head over Heels                                               | 1985                  | 22-06-1985            | tip12           | 4            | #29 in de Nationale Hitparade                                       |
| Sowing the Seeds of Love                                      | 1989                  | 02-09-1989            | 3               | 11           | Veronica Alarmschijf Radio 3 / #3 in de Nationale Hitparade Top 100 |
| Woman in Chains                                               | 1989                  | 02-12-1989            | 12              | 6            | met Oleta Adams / #16 in de Nationale Hitparade Top 100             |
| Advice for the Young at Heart                                 | 1990                  | 17-03-1990            | 14              | 6            | #22 in de Nationale Top 100                                         |
| Laid So Low (Tears Roll Down)                                 | 1992                  | 21-03-1992            | 26              | 4            | #27 in de Nationale Top 100                                         |
| Break It Down Again                                           | 1993                  | 12-06-1993            | 16              | 5            | Alarmschijf / #27 in de Mega Top 50                                 |
| Raoul and the Kings of Spain                                  | 1995                  | 04-11-1995            | tip19           |              |                                                                     |
| Closest Thing to Heaven                                       | 2005                  | 16-04-2005            | 38              | 2            | #70 in de B2B Single Top 100                                        |

| Single met hitnotering(en) in de Vlaamse Ultratop 50 | Datum van verschijnen | Datum van binnenkomst | Hoogste positie | Aantal weken | Opmerkingen |
| ---------------------------------------------------- | --------------------- | --------------------- | --------------- | ------------ | ----------- |
| Change                                               | 1983                  | 02-04-1983            | 30              | 3            |             |
| Shout                                                | 1985                  | 26-01-1985            | 1               | 13           |             |
| Everybody Wants to Rule the World                    | 1985                  | 06-04-1985            | 3               | 13           |             |
| Head over Heels                                      | 1985                  | 06-07-1985            | 18              | 4            |             |
| Sowing the Seeds of Love                             | 1989                  | 09-09-1989            | 11              | 12           |             |
| Closest Thing to Heaven                              | 2005                  | 09-04-2005            | tip14           | -            |             |

### NPO Radio 2 Top 2000
| Nummers met noteringen in de NPO Radio 2 Top 2000 | '99 | '00  | '01 | '02  | '03  | '04  | '05  | '06  | '07  | '08  | '09  | '10  | '11  | '12  | '13  | '14  | '15  | '16  | '17  | '18  | '19  | '20  | '21  | '22  | '23  | '24  |
| ------------------------------------------------- | --- | ---- | --- | ---- | ---- | ---- | ---- | ---- | ---- | ---- | ---- | ---- | ---- | ---- | ---- | ---- | ---- | ---- | ---- | ---- | ---- | ---- | ---- | ---- | ---- | ---- |
| Change                                            | -   | 1423 | -   | -    | -    | -    | -    | -    | -    | -    | -    | -    | -    | -    | -    | -    | -    | -    | -    | -    | -    | -    | -    | -    | -    | -    |
| Everybody Wants to Rule the World                 | 891 | 953  | 958 | 1111 | 1302 | 1119 | 1409 | 1213 | 1361 | 1239 | 1059 | 1149 | 1137 | 1156 | 1000 | 928  | 979  | 857  | 766  | 821  | 807  | 593  | 445  | 266  | 235  | 214  |
| Head over Heels                                   | -   | -    | -   | -    | -    | -    | -    | -    | -    | -    | -    | -    | -    | -    | -    | -    | -    | -    | -    | -    | -    | -    | -    | 1800 | 1639 | 1610 |
| Mad World                                         | -   | -    | -   | -    | -    | -    | -    | -    | -    | -    | -    | -    | -    | -    | -    | -    | -    | -    | 1836 | 1971 | -    | 1838 | 1720 | 1835 | 1752 | 1852 |
| Shout                                             | 511 | 468  | 577 | 623  | 927  | 905  | 1199 | 993  | 1147 | 966  | 1140 | 1034 | 967  | 1013 | 1032 | 1036 | 1087 | 1058 | 897  | 1014 | 1224 | 1082 | 943  | 1023 | 985  | 938  |
| Sowing the Seeds of Love                          | 696 | 765  | 662 | 746  | 822  | 1092 | 1391 | 1276 | 1442 | 1168 | 926  | 1000 | 1119 | 1129 | 1114 | 1058 | 1166 | 1223 | 1072 | 1343 | 1473 | 1423 | 1232 | 1320 | 1433 | 1381 |
| Woman in Chains (met Oleta Adams)                 | -   | -    | -   | -    | -    | -    | -    | -    | -    | -    | -    | -    | -    | -    | -    | -    | -    | -    | -    | -    | 993  | 787  | 736  | 765  | 698  | 716  |

1. ↑  Een '-' betekent dat het nummer niet was genoteerd en een vetgedrukt getal geeft de hoogste notering van een nummer aan.

## Voormalige leden
- Ian Stanley
- Manny Elias

Eromheen/geassocieerde leden:
- Oleta Adams
- Gail Ann Dorsey